# Palazzo delle Assicurazioni Generali
El Palazzo delle Assicurazioni Generali es un edificio histórico de Milán en Italia situado en el 2 de la piazza Cordusio.

## Historia
El palacio monumental fue encomendado por la compañía Assicurazioni Generali Venezia. La construcción del edificio, proyectado por el arquitecto Luca Beltrami, tuvo lugar entre el 1897 y el 1901.

## Descripción
El edificio, de estilo ecléctico, es el punto focal de la piazza Cordusio. Presenta una fachada cóncava que se destaca por su grande hornacina decorada con mosaicos y por su cúpula octogonal que termina con un farol.